# Església de la Mare de Déu dels Àngels de Mislata
L'Església Parroquial de la Mare de Déu dels Àngeles és un temple catòlic situat al municipi de Mislata. És Bé de Rellevància Local amb identificador nombre 46.14.169-001.